# Сухорабівська сільська рада
Сухорабівська сільська рада — адміністративно-територіальна одиниця у Решетилівському районі Полтавської області з центром у c. Сухорабівка.
Населення — 1145 осіб.

## Населені пункти
Сільраді були підпорядковані населені пункти:
- c. Сухорабівка
- с. Березняки
- с. Підок